# 馬克蒂奇·薩爾基相
馬克蒂奇·迪維尼·薩爾基相（羅馬化：Mkrtich' Divini Sargsyan，1924年5月2日—2002年6月23日）是亞美尼亞裔蘇聯詩人和作家。

## 作品
- 亞美尼亞蘇維埃百科全書（英语：Armenian Soviet Encyclopedia）

## 外部連結
- Մկրտիչ Սարգսյանը գրապահարանում （页面存档备份，存于）
- Մկրտիչ Սարգսյան, Դեպի լեառն Աբուլ （页面存档备份，存于）